# Вакалло
Вакалло (італ. Vacallo) — громада  в Швейцарії в кантоні Тічино, округ Мендрізіо.

## Географія
Громада розташована на відстані близько 175 км на південний схід від Берна, 39 км на південь від Беллінцони.
Вакалло має площу 1,6 км², з яких на 52,4% дозволяється будівництво (житлове та будівництво доріг), 14% використовуються в сільськогосподарських цілях, 32,9% зайнято лісами, 0,6% не є продуктивними (річки, льодовики або гори).

## Демографія
2019 року в громаді мешкало 3383 особи (+11% порівняно з 2010 роком), іноземців було 29,6%. Густота населення становила 2063 осіб/км².
За віковим діапазоном населення розподілялося таким чином: 17,5% — особи молодші 20 років, 58,4% — особи у віці 20—64 років, 24,1% — особи у віці 65 років та старші. Було 1551 помешкань (у середньому 2,2 особи в помешканні).
Із загальної кількості 597 працюючих 0 було зайнятих в первинному секторі, 95 — в обробній промисловості, 502 — в галузі послуг.